# Peugeot 601
El Peugeot 601 fue un automóvil de gama alta producido entre 1934 y 1935 por la compañía francesa Peugeot. Tuvo su lanzamiento formal el 5 de mayo de 1934 y marcó el regreso del fabricante a los motores de seis cilindros.
Junto con el Peugeot 401, el 601 fue el primer automóvil construido (por el carrocero Carrosserie Pourtout) como un cupé convertible. Bajo la denominación de "Eclipse", disponía de una novedosa capota rígida retráctil, que se podía hacer bascular para guardarla debajo de una tapa de equipaje trasera con bisagras hacia atrás.

## Tren motriz
El automóvil estaba equipado con un motor en línea de 6 cilindros y 2148 cc que desarrollaba 60 hp a 3500 rpm. Con una potencia limitada y un peso relativamente alto, el automóvil venía con una velocidad máxima indicada de solo 105 kilómetros por hora (65,2 mph) o 110 kilómetros por hora (68,4 mph). La velocidad máxima real habría variado según la carrocería instalada; el peso, incluida la carrocería, se dio en 1934 entre 1180 kg (2601,5 lb) y 1250 kg (2755,8 lb) (o 1400 kg (3086,5 lb) para algunas versiones de batalla larga).
Una característica del motor que atrajo comentarios fue el regulador de temperatura controlado termostáticamente para el aceite del motor, que funcionaba con una bomba de aceite al redirigir el lubricante a través o fuera de una cámara llena con el agua del radiador, lo que en la práctica era un intercambiador de calor.
Como otros Peugeot de la época, el 601 estaba equipado con suspensión independiente en el eje delantero.

## Carrocería
El 601 se basó de cerca en los modelos 201 y 301 de la firma, recientemente remodelados, pero el motor de seis cilindros más largo del 601 requería una distancia entre ejes más larga. Cuando se lanzó, el 601 vino con dos distancias entre ejes diferentes: 2980 mm (117 plg) para el 601 "Normale" y 3200 mm (126 plg) para el 601 "Longue".
Se ofrecieron tres carrocerías estándar para los coches con distancia entre ejes "Normale": había un "Berline" de cuatro puertas (sedán/berlina) con un precio en la primavera de 1934 de 28.500 francos, un "Coach descapotable" con dos puertas y cuatro asientos; y un descapotable, con un precio de 34.000 francos, de los cuales solo se vendieron un puñado, y un "convertible" biplaza que se convirtió en un frecuente ganador de premios en las reuniones de entusiastas del "concours d'ėlėgance".

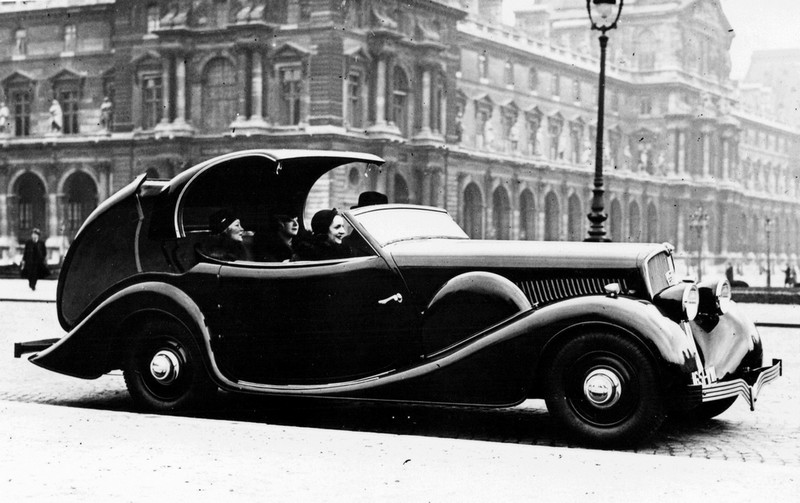
Peugeot 601 C Eclipse de 1934, carrozado por Carrosserie Pourtout

Estaban disponibles cuatro carrocerías estándar para los coches con distancia entre ejes "Longue". La menos costosa, cotizada en 31.000 francos, era una "limusina familiar" de seis ventanillas con cuatro puertas y un asiento de banco corrido, combinado con una gran cantidad de espacio trasero para las piernas. También había una "Berline aėrodynamique" con cuatro puertas y una carrocería aerodinámica con una cola muy inclinada y una longitud total por encima de 5000 mm (197 plg), así como un "Coach Sport" con dos puertas y cuatro asientos que aprovechaba la distancia entre ejes más larga para disponer de un aspecto más bajo y aerodinámico. Desde el verano de 1934 apareció otra versión larga de dos puertas y cuatro plazas, llamada "Coach Profilė".
Además, había una carrocería especial denominada "Eclipse", con una capota rígida retráctil metálica accionada eléctricamente. El 601 Eclipse fue diseñado por el dentista convertido en diseñador de automóviles (y luego héroe de guerra) Georges Paulin, y construido por el carrocero Carrosserie Pourtout, sobre un chasis provisto por el principal distribuidor de Peugeot en París, Emile Darl'mat. Este automóvil ganó una renovada atención gracias al departamento de publicidad de Peugeot en 1996, coincidiendo con el lanzamiento del Mercedes-Benz SLK. El Mercedes presentaba un techo de acero con bisagras que se doblaba automáticamente en el maletero con solo presionar un botón, que fue brevemente reclamado como una primicia mundial, hasta que Peugeot señaló que el 401 y el 601 Eclipse habían usado la misma disposición (aunque el techo rígido de una pieza requería un extremo de equipaje más largo para guardarlo) sesenta años antes.
El 601 recibió un pequeño lavado de cara para 1935, siendo anunciado durante el verano de 1934 (solo unos meses después de su lanzamiento). El cambio más visible fue una reducción del tamaño de los faros.

## Ventas
Las cifras de ventas del 601 se vieron afectadas por el rendimiento decepcionante del motor. Sin embargo, dado el gran número de fabricantes que se disputaban las ventas en los tramos más altos del mercado automovilístico francés, un total de 3999 Peugeot 601 fabricados durante solo dieciocho meses fue un volumen de producción razonable para un automóvil de 6 cilindros.

## Cancelación
El 601 se retiró de la producción en 1935, después de un período que duró aproximadamente dieciocho meses, dejando un hueco en el extremo superior del rango de Peugeot, que se llenaría solo 40 años después con la llegada del Peugeot 604. El 604 fue también el siguiente automóvil de Peugeot con un motor de más de cuatro cilindros. El 601 se convertiría en el último Peugeot con un motor de seis cilindros en línea, ya que el 604 estaba propulsado por un V6.